# Polemonium vanbruntiae
Polemonium vanbruntiae är en blågullsväxtart som beskrevs av Nathaniel Lord Britton. Polemonium vanbruntiae ingår i släktet blågullssläktet, och familjen blågullsväxter. Inga underarter finns listade i Catalogue of Life.

## Bildgalleri

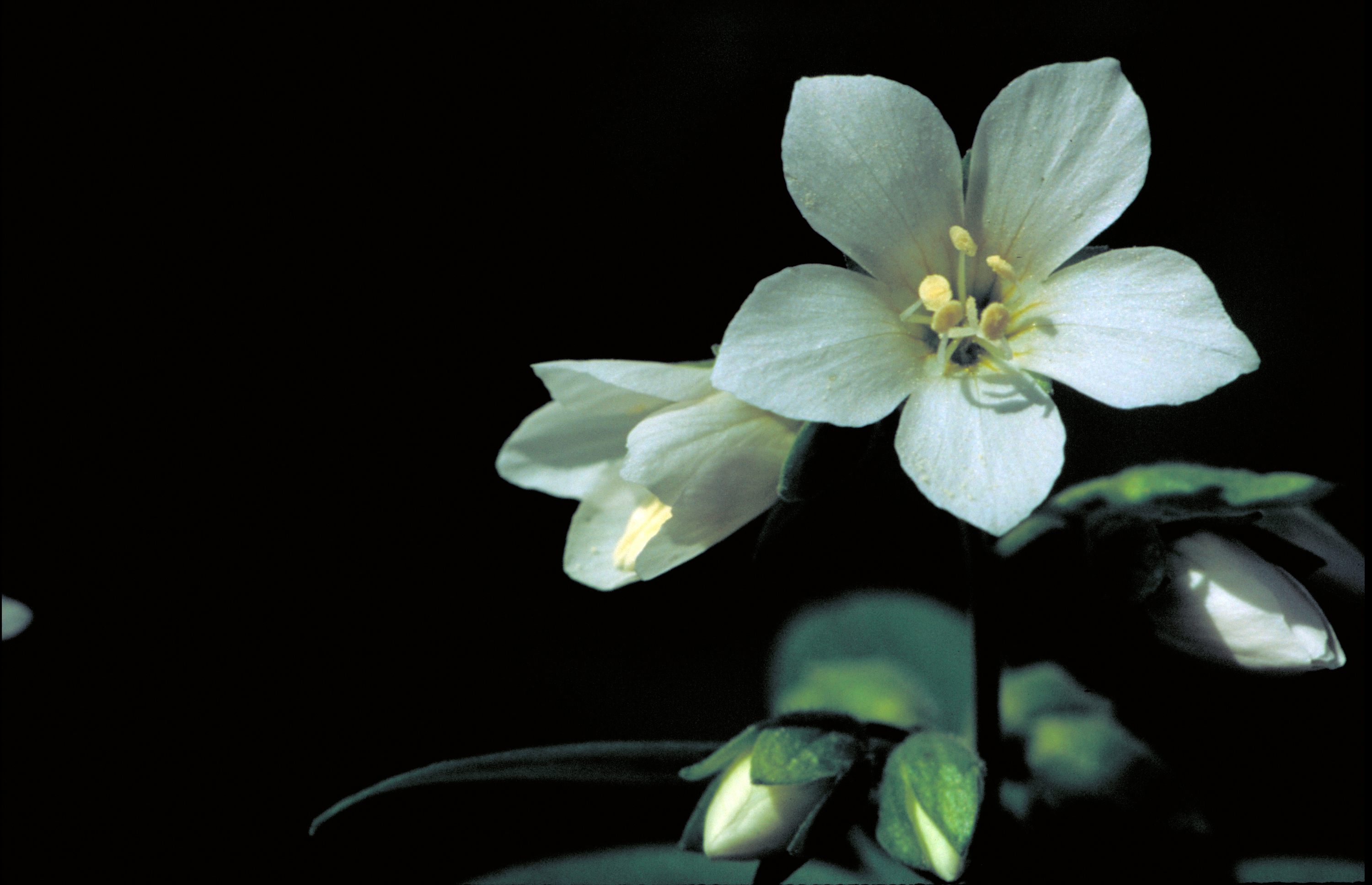
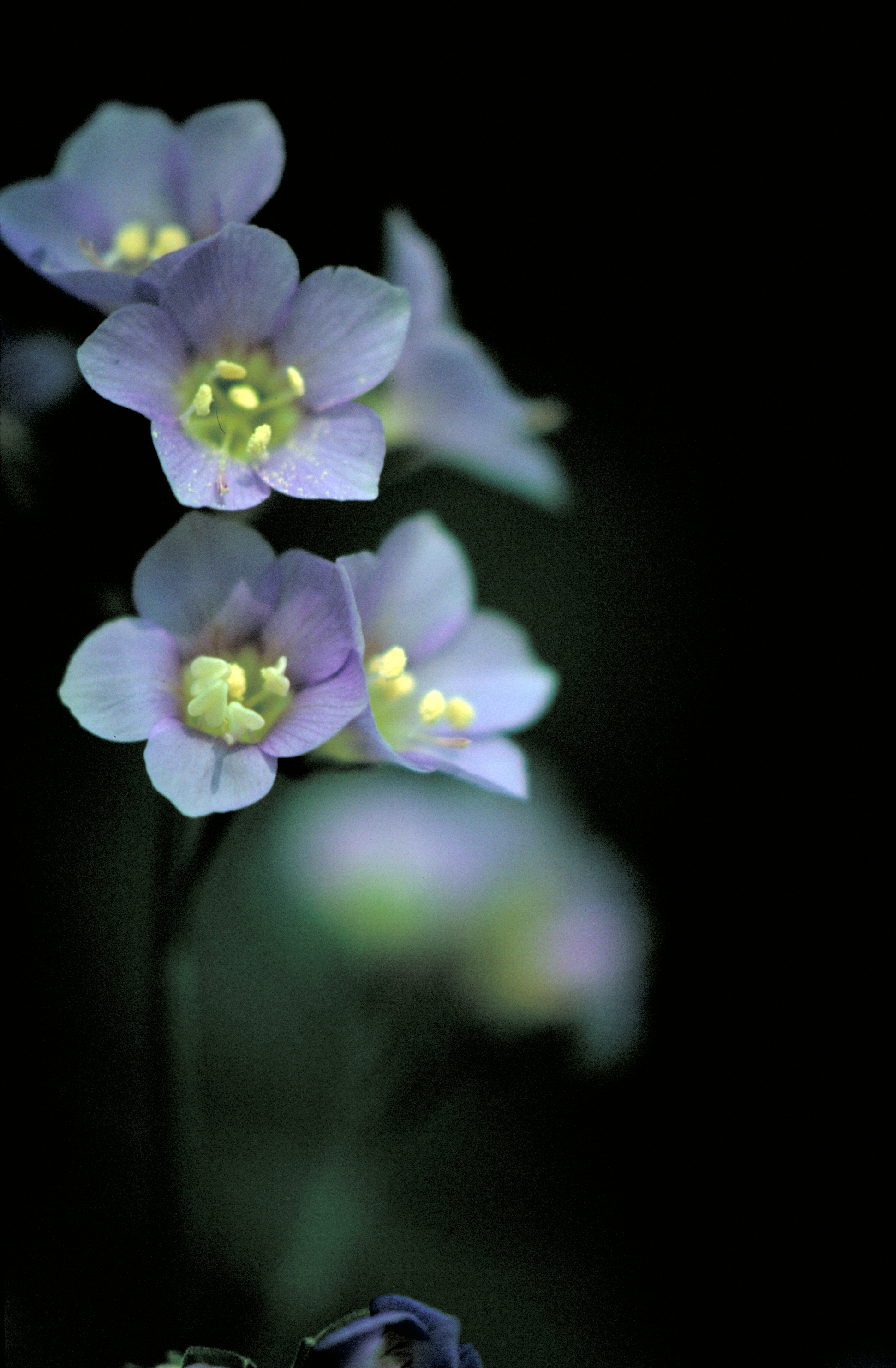
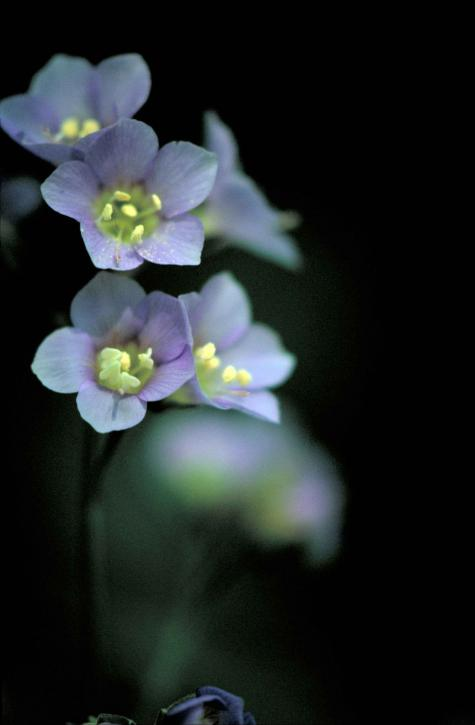